# György Horkai
György Horkai (Budapest, 1º luglio 1954) è un ex pallanuotista ungherese, vincitore con la sua nazionale di una medaglia d'oro alle olimpiadi di Montréal 1976, di una di bronzo alle olimpiadi di Mosca 1980, di due ori ed un argento europei, di tre argento mondiali e di una Coppa del Mondo. Con il Vasutas vinse una Supercoppa LEN, due campionati ungheresi e una Coppa d'Ungheria; concluse la carriera in Italia, indossando le calottine della Pro Recco e della R.N. Florentia. Come allenatore della nazionale ungherese vinse la Coppa del Mondo 1995.